# 1937年のNFLドラフト
1937年のNFLドラフト（1937ねんのNFLどらふと）は、1936年12月12日に開催された第2回目のNFLドラフト。ニューヨークのホテル・リンカーンで開催された。
エクスパンションチームのクリーブランド・ラムズを加えた10チームがそれぞれ10巡まで、合計100名が指名された。
ドラフト全体1位ではネブラスカ大学のサム・フランシスが指名された。フランシスは1936年のハイズマン賞の投票で2位の得票を獲得していた。ネブラスカ大学からは1巡で3人の選手が指名された。
この年指名された選手の中から2名がプロフットボール殿堂入りを果たしている。
1936年のハイズマン賞受賞者ラリー・ケリーは9巡でデトロイト・ライオンズに指名されたが、彼はプロフットボールではプレーしなかった。ハイズマン賞の投票では彼とサム・フランシス、レイ・ビュイビッド、サミー・ボウ、クリント・フランク、エース・パーカー、エド・ウィドセスの計7名が得票を得た。彼と3年生であったフランク以外の5選手はいずれもドラフト1巡、2巡で指名を受けた。

## 指名選手一覧

### 1巡指名選手
| 指名順位 | チーム                       | 選手名                   | ポジション | 出身大学           |
| 1        | フィラデルフィア・イーグルス | サム・フランシス         | バック     | ネブラスカ大学     |
| 2        | ブルックリン・ドジャース     | エド・ゴッダード         | バック     | ワシントン州立大学 |
| 3        | シカゴ・カージナルス         | レイ・ビュイビッド       | QB         | マーケット大学     |
| 4        | ニューヨーク・ジャイアンツ   | エド・ウィドセス         | T          | ミネソタ大学       |
| 5        | ピッツバーグ・パイレーツ     | マイク・バスラック       | C          | デュケイン大学     |
| 6        | ボストン・レッドスキンズ     | サミー・ボウ             | QB         | TCU                |
| 7        | デトロイト・ライオンズ       | ロイド・カードウェル     | バック     | ネブラスカ大学     |
| 8        | シカゴ・ベアーズ             | レス・マクドナルド       | E          | ネブラスカ大学     |
| 9        | グリーンベイ・パッカーズ     | エディ・ジャンコウスキー | バック     | ウィスコンシン大学 |
| 10       | クリーブランド・ラムズ       | ジョニー・ドレイク       | B          | パデュー大学       |

### 2巡以降の主な指名選手
| 指名順位 | チーム                       | 選手名                 | ポジション | 出身大学               |
| 12       | シカゴ・カージナルス         | ゲイネル・ティンズリー | E          | ルイジアナ州立大学     |
| 13       | ブルックリン・ドジャース     | エース・パーカー       | バック     | デューク大学           |
| 15       | ピッツバーグ・パイレーツ     | ボブ・フィンリー       | G          | 南メソジスト大学       |
| 16       | ボストン・レッドスキンズ     | ネロ・ファラスキー     | C          | サンタクララ大学       |
| 28       | シカゴ・ベアーズ             | ディック・プラスマン   | バック     | ヴァンダービルト大学   |
| 29       | グリーンベイ・パッカーズ     | バド・ウィルキンソン   | E          | ミネソタ大学           |
| 34       | ニューヨーク・ジャイアンツ   | ウォード・カフ         | E          | マーケット大学         |
| 36       | ボストン・レッドスキンズ     | ディック・バッシ       | E          | サンタクララ大学       |
| 39       | グリーンベイ・パッカーズ     | バド・スヴェンセン     | E          | ミネソタ大学           |
| 48       | シカゴ・ベアーズ             | レッド・コンクライト   | C          | オクラホマ大学         |
| 61       | フィラデルフィア・イーグルス | ハーブ・バーナ         | G          | ウェストバージニア大学 |
| 64       | ニューヨーク・ジャイアンツ   | ジム・プール           | バック     | ミシシッピ大学         |
| 76       | ボストン・レッドスキンズ     | ジョエル・イーブス     | E          | オーバーン大学         |
| 87       | デトロイト・ライオンズ       | ラリー・ケリー         | G          | エール大学             |
| 94       | ニューヨーク・ジャイアンツ   | チャック・ゲラトカ     | E          | ミシシッピ州立大学     |

## 殿堂入り選手
この年のドラフトで指名された選手のうち、2名がプロフットボール殿堂入りを果たしている。
- サミー・ボウ - 1巡6位でボストン・レッドスキンズに指名された。1963年に殿堂入り。
- エース・パーカー - 2巡13位でブルックリン・ドジャースに指名された。1972年に殿堂入り。